# Finn Carnduff
Pas d'image ? Cliquez ici

a Compétitions nationales et continentales officielles uniquement.

b Matchs officiels uniquement.
Dernière mise à jour le 27 août 2024.
Finn Carnduff, né le 10 mars 2004 à Leicester (Angleterre), est un joueur anglais de rugby à XV jouant aux postes de troisième ligne aile ou de deuxième ligne avec les Leicester Tigers en Premiership depuis 2022.

## Biographie

### Jeunesse et formation
Finn Carnduff naît le 10 mars 2004 à Leicester, en Angleterre. Depuis son enfance, il soutient les Leicester Tigers, avant de rejoindre leur centre de formation en grandissant. Il commence le rugby à XV au poste d'arrière, puis évolue petit à petit jusqu'à la deuxième ligne. Il fréquente la Leicester Grammar School (en) et joue pour le Market Harborough Rugby Club, tout comme l'ancien capitaine de l'Angleterre et joueur de Leicester : Martin Johnson. Il étudie ensuite à l'université de Loughborough, et joue pour le Loughborough Students RUFC (en), avec qui il participe à sept matchs en 2022.

### Débuts professionnels et champion du monde junior (depuis 2022)
Finn Carnduff fait ses débuts avec les Leicester Tigers le 29 mars 2022, à tout juste dix-huit ans, lors d'un match de Coupe d'Angleterre contre les London Irish, durant lequel il joue trois minutes en fin de partie,. Il s'agit de son unique match de la saison.
En début de saison 2022-2023, il participe à trois matchs de Coupe d'Angleterre, avant d'être sélectionné pour la première fois en équipe d'Angleterre des moins de 20 ans par Alan Dickens (en) afin de disputer le Tournoi des Six Nations des moins de 20 ans 2023,. Il joue pour la première fois avec cette équipe dès la première journée du tournoi, face à l'Écosse. Il est titularisé et marque un essai, dans une victoire des siens 41 à 36. Carnduff est ensuite titulaire lors des quatre autres matchs du tournoi, à la fin duquel les Anglais se classent à la quatrième place. Après ce tournoi, il fait son retour en club pour le reste de la saison et fait ses débuts en Premiership contre les Harlequins, lors de la 24e journée de championnat. Par la suite, les Tigers atteignent les demi-finales du championnat où ils sont éliminés par les Sale Sharks. Carnduff ne participe pas aux phases finales.
À la fin de la saison, le nouveau sélectionneur des moins de 20 ans anglais, Mark Mapletoft, le convoque pour le Championnat du monde junior 2023,. Durant cette compétition, il joue cinq matchs et son pays est éliminé en demi-finale par la France sur le score de 52 à 31. Durant cette rencontre, il écope d'un carton jaune après avoir été sanctionné pour avoir écroulé un maul, entraînant un essai de pénalité pour les Français.
En 2023-2024, il gagne du temps de jeu en club, notamment grâce à sa polyvalence, lui permettant de jouer en deuxième ou troisième ligne. Il joue ainsi neuf matchs, dont quatre en tant que titulaire. En parallèle, il est aussi appelé pour le Tournoi des Six Nations des moins de 20 ans 2024 et devient le nouveau capitaine de la sélection, succédant à Lewis Chessum (en),. Il joue quatre match au poste de troisième ligne aile et un en deuxième ligne, marquant trois essais. Il remporte ce tournoi en étant l'un des meilleurs joueurs de son équipe. Il alors l'un des joueurs anglais les plus prometteurs. Au mois de juin, il est de nouveau convoqué en équipe nationale, cette fois pour le Championnat du monde junior 2024, et reste le capitaine de l'équipe. Les Anglais remportent tous leurs matchs et se qualifient pour la finale, où ils font face à la France, triple champion en titre. Pour cette rencontre, Carnduff est titulaire en troisième ligne et les siens l'emportent 21 à 13, mettant fin à la série de victoires françaises.

## Palmarès
- Angleterre -20
  - Vainqueur du Tournoi des Six Nations des moins de 20 ans en 2024 (Petit Chelem)
  - Vainqueur du Championnat du monde junior en 2024